# Santang, Anhui
Santang (kinesiska: 三堂) är en köping i östra Kina. Den ligger i Taihe härad i staden Fuyang i provinsen Anhui, omkring 210 kilometer nordväst om provinshuvudstaden Hefei. Antalet invånare är 40223. Befolkningen består av 19 726 kvinnor och 20 497 män. Barn under 15 år utgör 24,0 %, vuxna 15-64 år 64 %, och äldre över 65 år 10,0 %.